# Івановка (Калманський район)
Іва́новка (рос. Ивановка) — селище у складі Калманського району Алтайського краю, Росія. Входить до складу Шиловської сільської ради.

## Населення
Населення — 97 осіб (2010; 161 у 2002).
Національний склад (станом на 2002 рік):
- росіяни — 89 %